# Bernadette Zurbriggen
Bernadette Zurbriggen (* 30. August 1956 in Saas-Grund; Ehename Bernadette Herren) ist eine ehemalige Schweizer Skirennfahrerin und dreifache Olympionikin (1972, 1976, 1980).

## Werdegang
Erstmals grosse Aufmerksamkeit erweckte sie am 30. Januar 1971, als sie – damals noch 14-jährig – in Arosa einen «FIS-B»-Riesenslalom vor der Österreicherin Ingrid Eberle gewann.
In ihrer Karriere während der 1970er Jahre siegte Zurbriggen in sieben Weltcuprennen: fünfmal in der Abfahrt und jeweils einmal im Riesenslalom und in der Alpinen Kombination. Sie zählte auch im Gesamtweltcup zu den besten Skirennfahrerinnen.

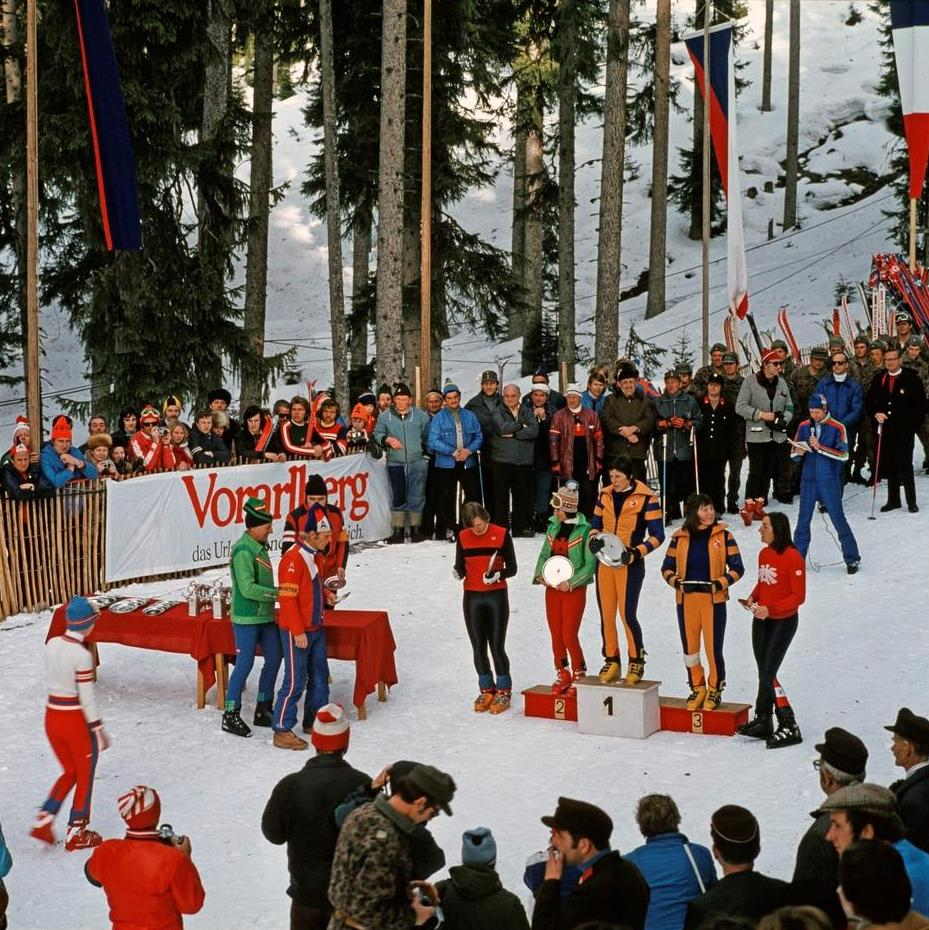
Siegerehrung der Abfahrt beim Goldschlüsselrennen in Schruns, 1975:
1. Bernadette Zurbriggen, 2. Ingrid Schmid-Gfölner, 3. Marie-Theres Nadig

Sowohl bei den Olympischen Spielen 1972 in Sapporo als auch bei den Olympischen Spielen 1976 in Innsbruck belegte sie in der Abfahrt den siebten Platz. Bei den Olympischen Spielen 1980 wurde sie im Februar in Lake Placid Elfte.
Laut der Neuen Zürcher Zeitung war Bernadette Zurbriggen Pionierin bei der Verwendung von Männer-Ski, als die damals erst 19-Jährige am 15. Januar 1975 in Schruns auf 2,23 m langen Ski überlegen siegte.
Ihre Karriere beendete Zurbriggen Ende der Saison 1979/80.

## Persönliches
Bernadette Herren, wie sie verheiratet heisst, lebte mit ihren drei Kindern Yannick (* 1991), Larissa (* 1994) und Samira (* 1996) in Saas Fee.

## Weltcupsiege
| Datum            | Ort         | Land       | Disziplin    |
| ---------------- | ----------- | ---------- | ------------ |
| 7. März 1973     | Anchorage   | USA        | Riesenslalom |
| 15. Januar 1975  | Schruns     | Österreich | Abfahrt      |
| 31. Januar 1975  | Chamonix    | Frankreich | Abfahrt      |
| 3. Dezember 1975 | Val-d’Isère | Frankreich | Abfahrt      |
| 8. Januar 1976   | Hasliberg   | Schweiz    | Abfahrt      |
| 22. Januar 1976  | Bad Gastein | Österreich | Kombination  |
| 18. Januar 1977  | Schruns     | Österreich | Abfahrt      |